# Renjacht

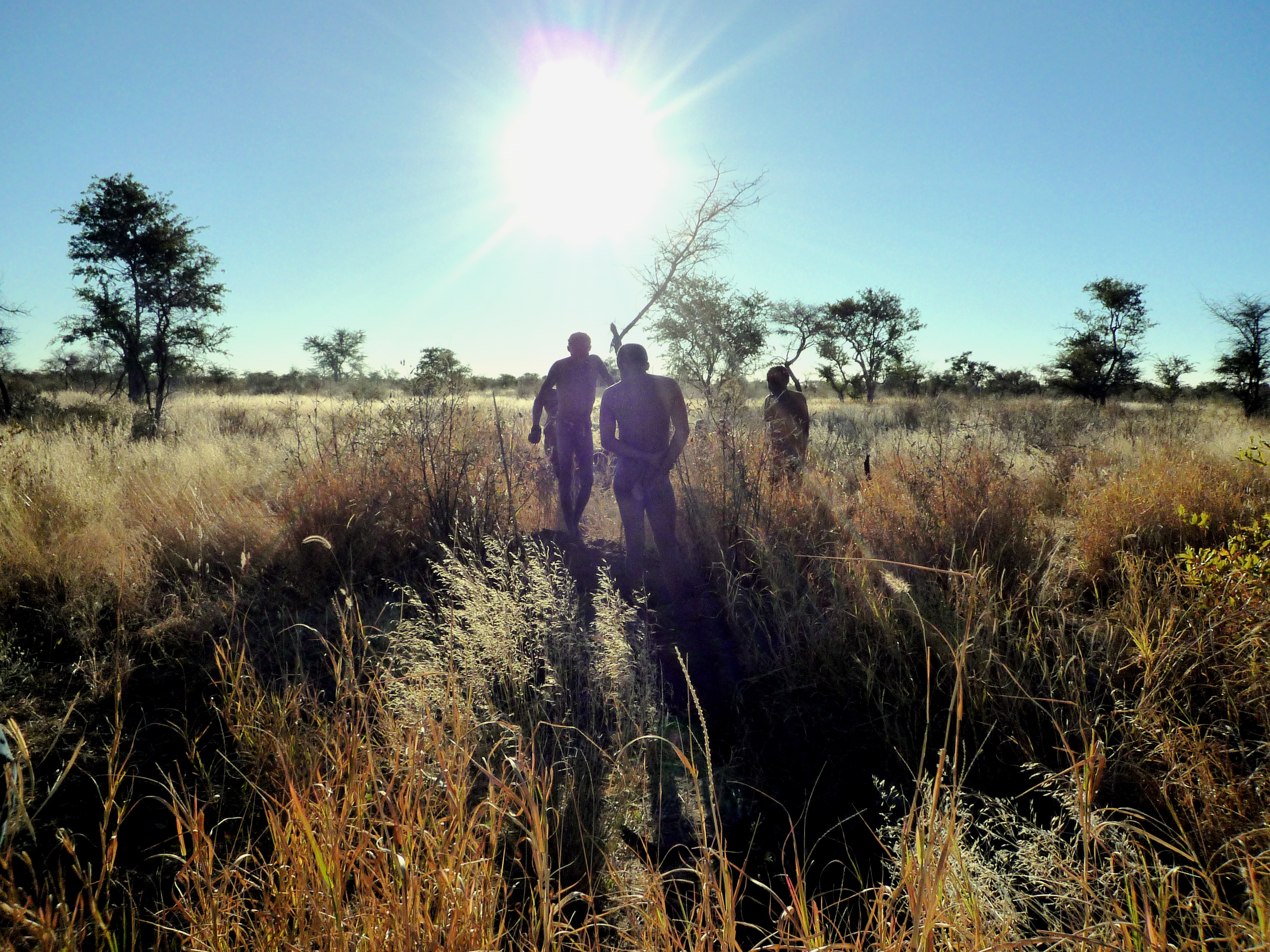
San jagend op stekelvarkens in Namibië

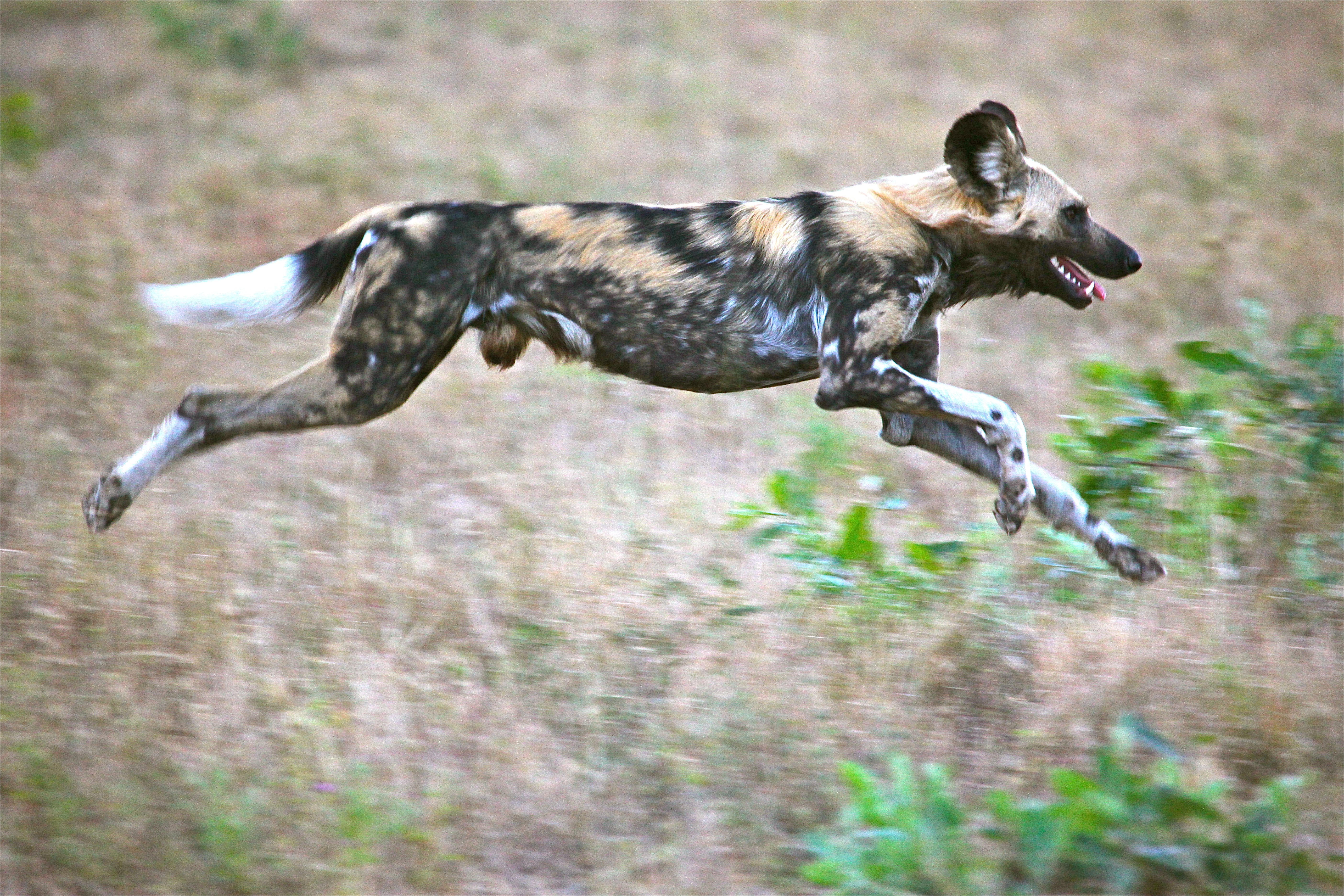
De Afrikaanse wilde hond achtervolgt zijn prooi met een bescheiden snelheid over een lange afstand

Renjacht is een jachtmethode waarbij prooidieren net zo lang worden achtervolgd door een roofdier totdat ze door uitputting te overmeesteren zijn. Het roofdier kan op kortere afstand langzamer zijn dan het prooidier, maar heeft een beter uithoudingsvermogen en warmtehuishouding. Het is ook een oude menselijke jachtmethode.

## Werking van renjacht
De renjacht vergt, naast een uitstekende conditie, uitgebreide kennis van dierensporen, het gedrag van dieren en de omgeving. De achtervolgingen duren soms meerdere uren en de afgelegde afstand kan daarbij oplopen tot tientallen kilometers. De prooidieren zijn een stuk sneller dan de rennende of wandelende mens, maar wanneer ze gedurende lange tijd geen rust wordt gegund raken ze na verloop van tijd volledig uitgeput. De gemiddelde snelheid van de jagers varieert bij de jachtmethode, maar is niet hoger dan ongeveer 10 km/u bij snelle jachten van enkele uren en 6 km/u bij langzame jachten, die soms wel 6 uur duren. Dit vindt plaats op het heetste moment van de dag als de mens maximaal profiteert van het ten opzichte van de prooidieren grote vermogen om warmte af te voeren via zweten. Door de prooi te achtervolgen met een snelheid die ligt tussen de voorkeurssnelheden van twee gangen kan het prooidier niet optimaal presteren.

## Effectiviteit
De Zuid-Afrikaanse antropoloog Louis Liebenberg heeft in een onderzoek naar het gebruik van deze jachtmethode bij de San (Bosjesmannen) aangetoond dat het een arbeidsintensieve, maar bijzonder effectieve manier van jagen is. In alle door hem onderzochte pogingen werd het prooidier uiteindelijk overmeesterd. Van de oude jachtmethoden bleek bij de San alleen de jacht met honden te leiden tot een hogere opbrengst per dag.

## Gebruik
Tegenwoordig maken waarschijnlijk alleen de San in de Zuid-Afrikaanse Kalahari woenstijn nog gebruik van de methode. Van sommige indianenstammen als de Tarahumara, Paiute en Navajo en de Australische Aboriginals staat vast dat zij de methode in het verleden ook hebben gebruikt.

## Evolutionair perspectief
Biomechanicus Dennis Bramble en antropoloog Daniel Lieberman kwamen in 2004 met de duurloophypothese waarin zij stelden dat duurloop een invloed heeft gehad op de evolutie van de mens. Hoewel de mens net als andere primaten slecht is in de sprint vergeleken met andere zoogdieren, blijkt uit skeletresten van de Homo erectus dat deze net als de huidige mens in staat was lange afstanden hardlopend af te leggen. Of deze vroege mens ook genoeg kennis had van spoorzoeken is niet bekend. Louis Liebenberg acht het op basis van zijn onderzoek bij de San niet onmogelijk dat het succes van de renjacht een drijvende kracht was achter de verdere ontwikkeling van het menselijk renvermogen.